# بارتون داونینگ
بارتون داونینگ (انگلیسی: Burton Downing; ۵ فوریهٔ ۱۸۸۵ – ۱ ژانویهٔ ۱۹۲۹) دوچرخه‌سوار اهل ایالات متحده آمریکا بود.
از افتخارات وی میتوان به کسب ۲ مدال طلا، سه نقره و یک برنز در بازی‌های المپیک تابستانی ۱۹۰۴ اشاره کرد.